# 플라나우투궁

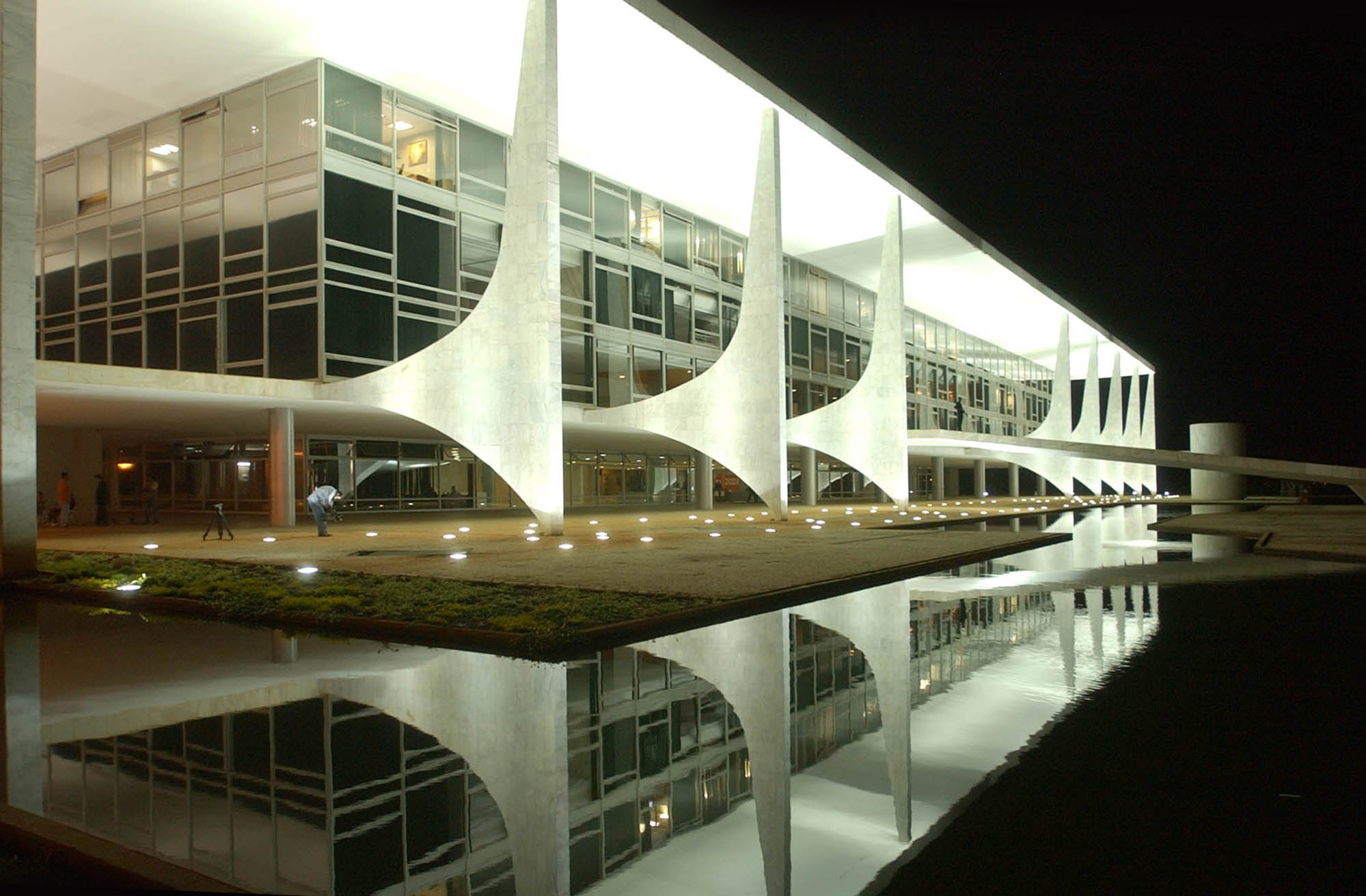
플라나우투 궁전의 일부

플라나우투 궁전(브라질 포르투갈어: Palácio do Planalto 팔라시우 두 플라나우투)는 브라질 수도 브라질리아에 있는 대통령 공관이다. 플라나우투는 브라질리아가 위치한 브라질고원을 의미하며, 브라질
행정부 고위 기관에는 일반적으로 두 플라나우투(브라질 포르투갈어: do Planalto)가 붙는다. 선출직인 부통령을 비롯한 대통령의 측근들이 이곳에서 생활하며, 대통령의 정치 고문이나 장관급 인사들이 머물기도 한다.
브라질 대통령은 이곳의 부속시설인 아우보라다 궁전(브라질 포르투갈어: Palácio da Alvorada 팔라시우 다 아우보라다)를 관저로 사용한다.

## 건축
건축은 근대주의 건축의 선구자인 오스카르 니에메예르가 담당했으며, 브라질리아 대성당과 함께 브라질리아를 상징하는 건축물이다.
4층으로 되어 있으며, 전체 면적은 36,000 m²이다. 4개의 부속 건물도 궁전의 일부를 구성한다.

## 관광과 보안
공관은 일요일에만 일반인에게 공개되며 오전 9시 30분에서 오후 1시까지 관람이 가능하다. 20분 짜리 가이드 투어가 있다.
주중에는 관저 출입 허가증이 없으면 들어갈 수 없으며, 일반적으로 대통령과 만나기 어렵다. 이는 다른 라틴아메리카 국가들의 대통령 공관과 매우 대조적이고 이질적이며, 이곳에서 국가 행사가 개최될 때만 대통령을 볼 수 있다. 보통 대통령은 북쪽 출입구를 통해 경호원과 동행한다.
플라나우투 궁전에는 경호원들이 상시 배치되며, 일대에는 브라질군이 주둔하고 있다.